# João Paulo
João Paulo (n. 9 iulie 1964, Campinas, São Paulo, Brazilia) este un fost fotbalist brazilian.
Între 1987 și 1991, João Paulo a jucat 17 meciuri și a marcat 4 goluri pentru echipa națională a Braziliei.

## Statistici
| Brazilia | Brazilia | Brazilia |
| An       | Meciuri  | Goluri   |
| -------- | -------- | -------- |
| 1987     | 3        | 1        |
| 1988     | 1        | 0        |
| 1989     | 2        | 0        |
| 1990     | 0        | 0        |
| 1991     | 11       | 3        |
| Total    | 17       | 4        |